# Sekretera

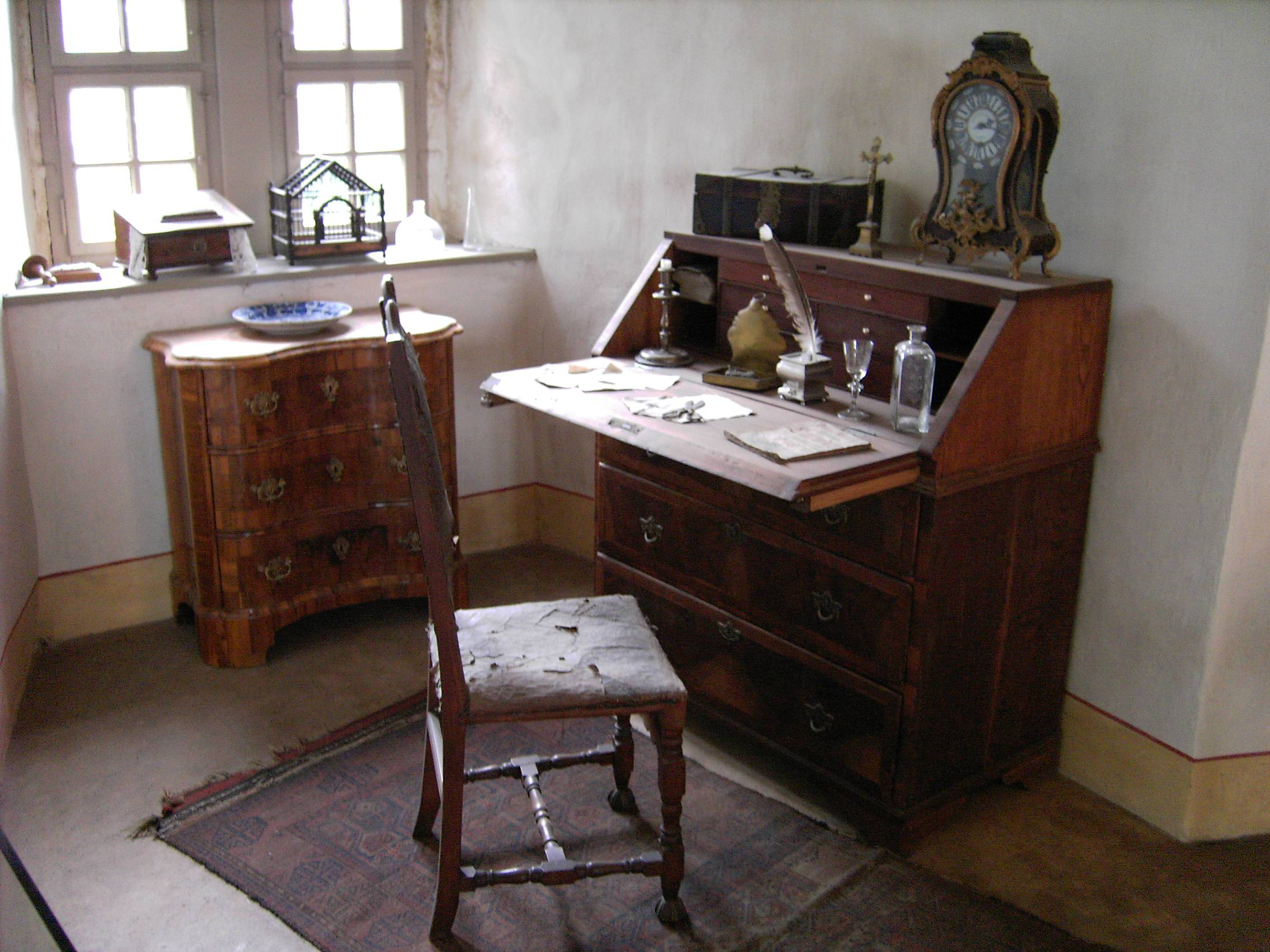
Sekretera z podstawą w formie komody

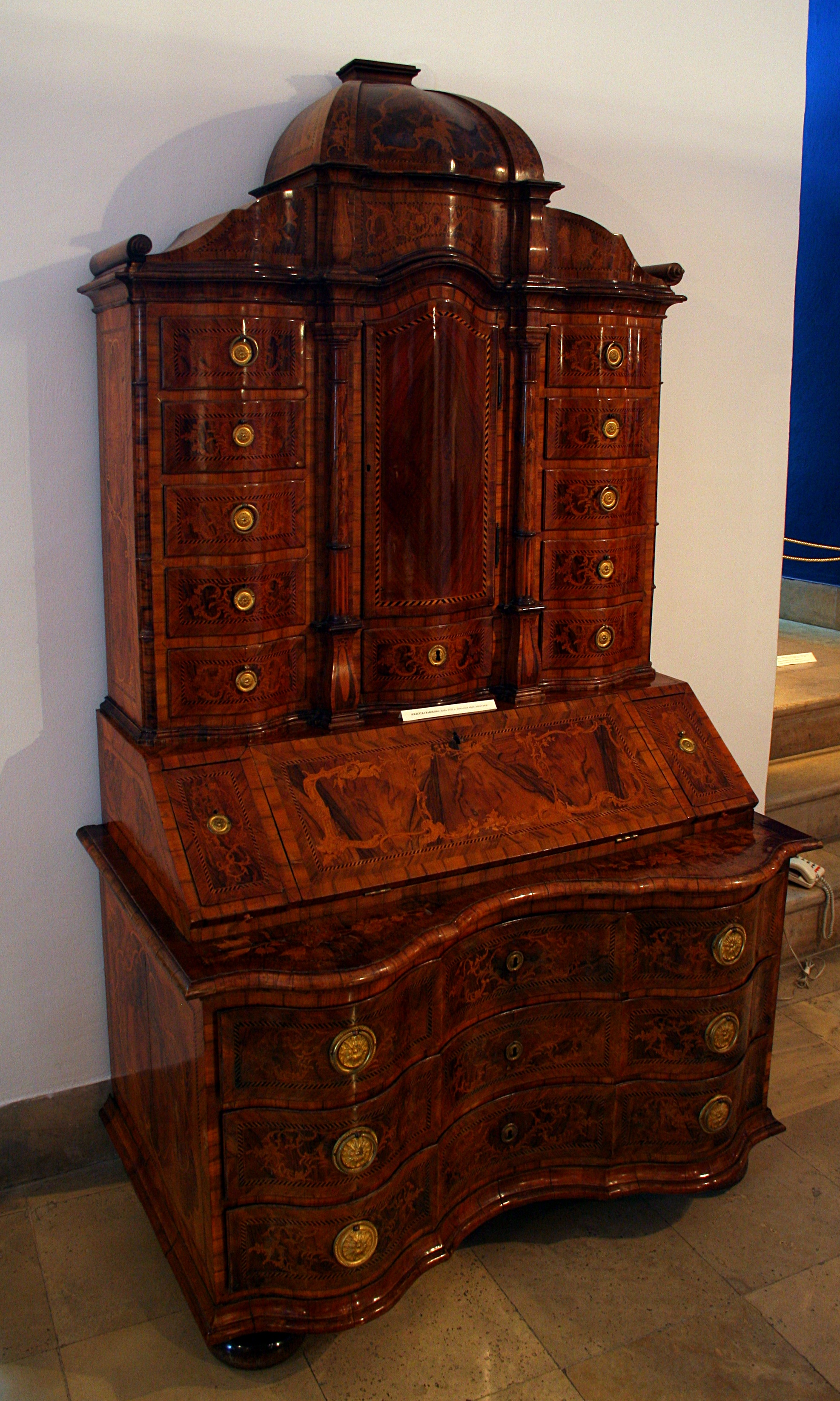
Sekretera barokowa w Muzeum Zamkowym w Sandomierzu

Sekretera (z fr. secrétaire) – rodzaj wielofunkcyjnego dużego mebla skrzyniowego.
Mebel składa się z podstawy w formie szafki z drzwiczkami lub komody i nadstawy. 
Nadstawa – zwykle dwudzielna – część górna (funkcja biblioteczki) zamykana jest drzwiczkami, a dolna, zamykana pionową lub skośną płytą, która po otwarciu przejmuje funkcję blatu służy do pisania. Płyta ta wspiera się na specjalnych, wysuwanych podporach. Czasem funkcję blatu do pisania pełni otwierany do przodu i wysuwany front szuflady. Za płytą do pisania kryją się liczne przegródki, skrytki i szufladki, podobnie jak w sekretarzyku.
Sekretera jest meblem pochodnym od kabinetu. Występuje również pod nazwą: sekretarka, praska, praska-biurko.

## Występowanie
- mebel znany już od XVII w., rozpowszechniony w okresie baroku i w późniejszych okresach. Szczególnie ciekawie rozbudowywane nadstawy są polem do popisu dla zdobnictwa płaszczyznowego (marketeria, intarsja), przeszklone pełnią często funkcję biblioteczki, nazywane są wtedy: sekreterą biblioteczną lub z ang. bureau bookcase

W drugiej poł. XIX w. sekretera jako mebel zanikła.

## Charakterystyka
- Mebel w konstrukcji skrzyniowej

podstawa w zależności od konstrukcji – stojakowa, wieńcowa lub oskrzyniowa
nadstawa zwykle oskrzyniowa czasem dwudzielna zawiera: część do pisania o licznych przegródkach i szufladkach zamykana pionową lub skośną pokrywą-blatem, oraz część do przechowywania dokumentów lub książek zamykana drzwiczkami
- Materiały konstrukcyjne, wykończeniowe także formy zdobnicze zależne są od aktualnie panującej mody czy konwencji w sztuce

## Odmiany (nazwa mebla)
- szafa-sekretera
- sekretera-szyfoniera
- secrétaire vioplonne
- secrétaire à rideau
- secrétaire à abattant
- secrétaire à culbute

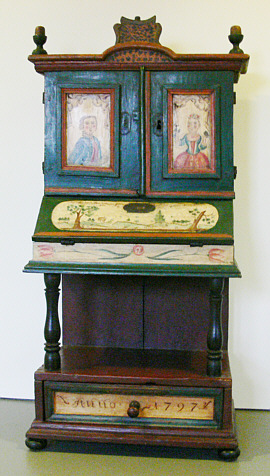
Sekretera ludowa z nadstawą zamykaną drzwiczkami
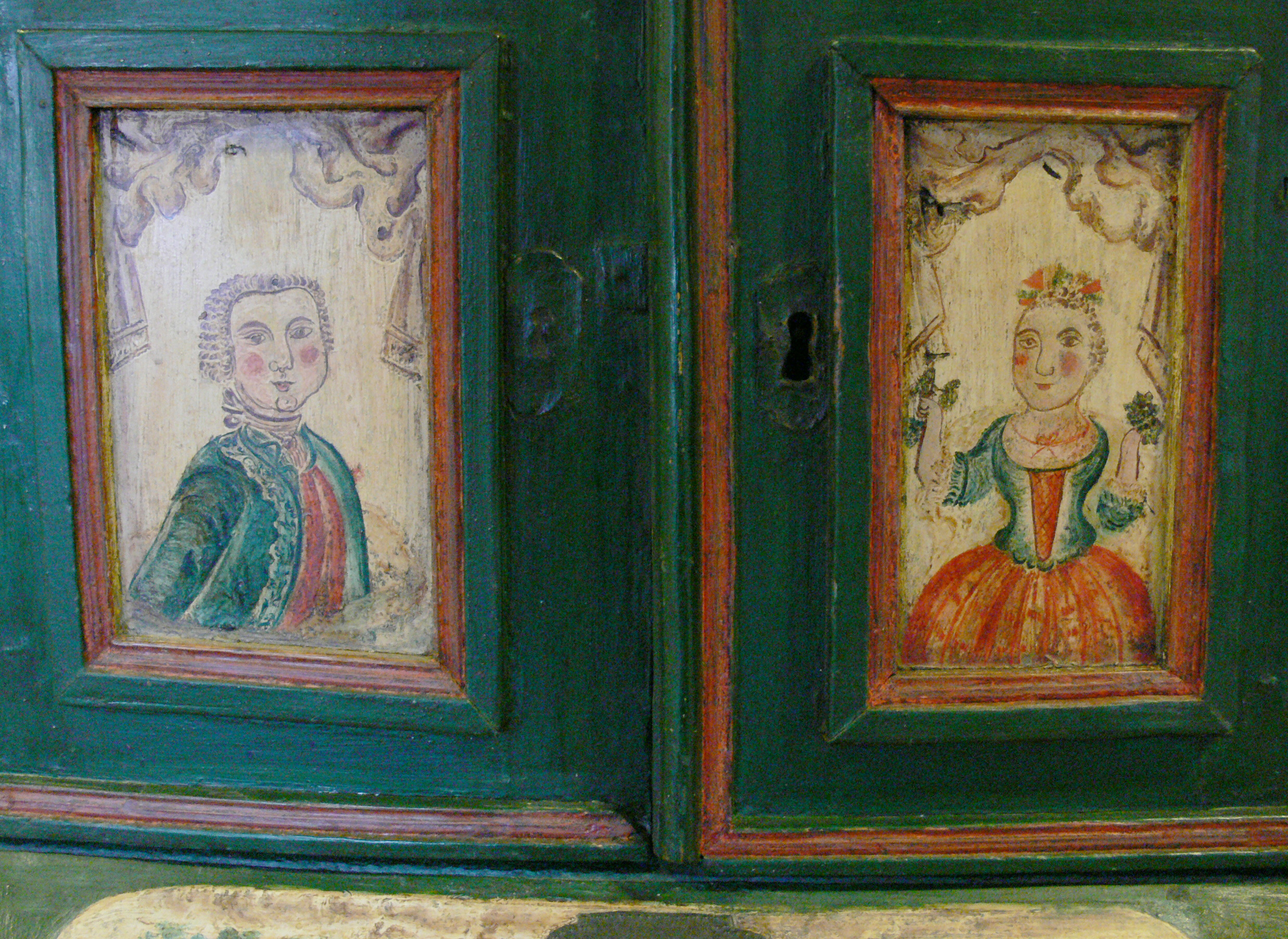
Detal malowanych drzwiczek
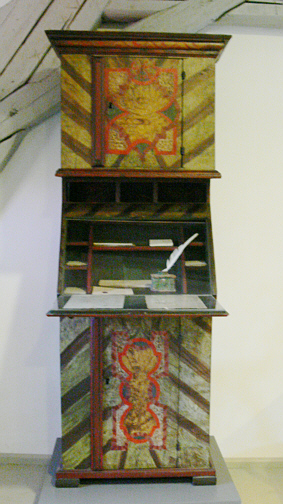
Inny rodzaj sekretery
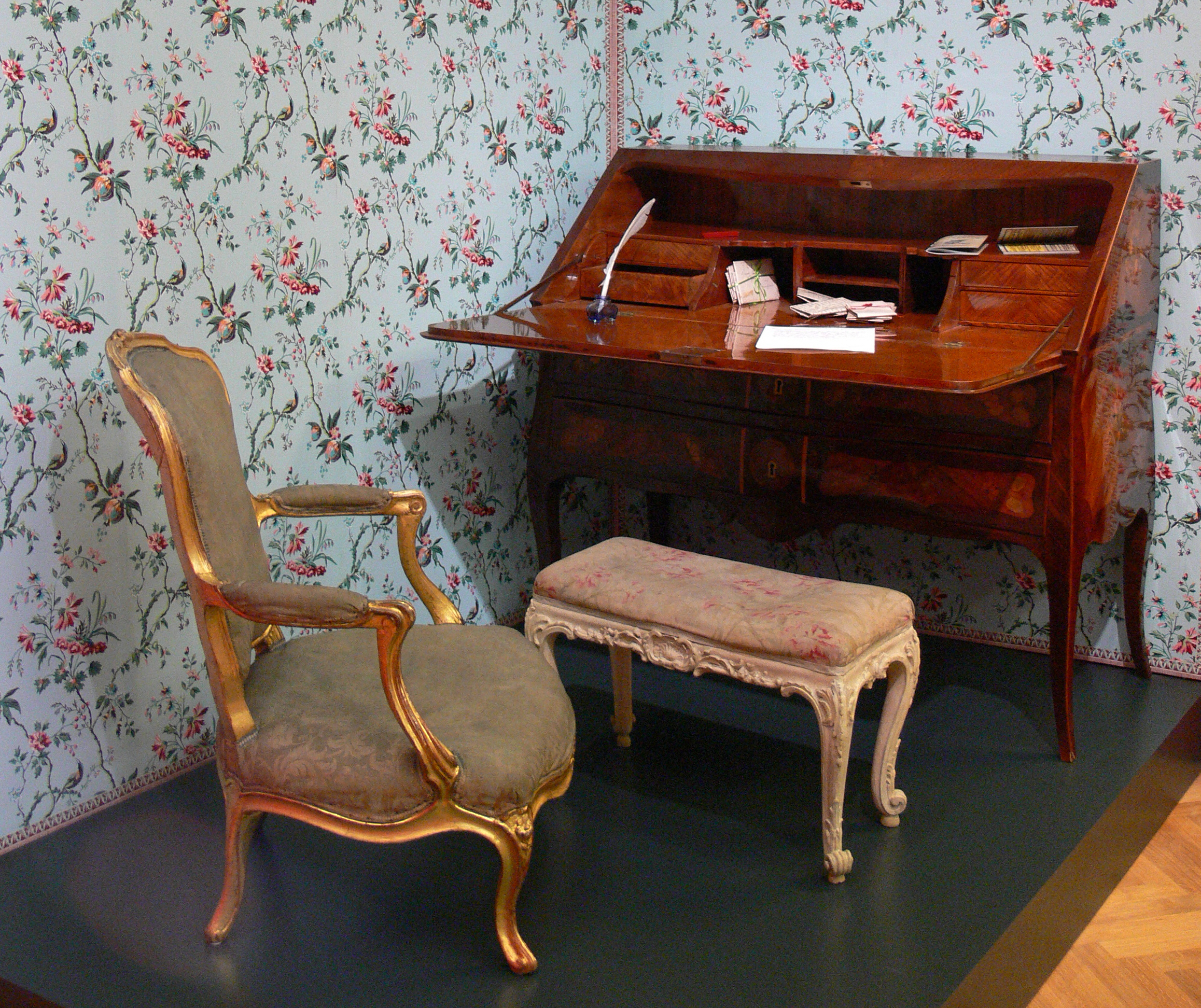
Schreibkabinett